# Platt Amendment

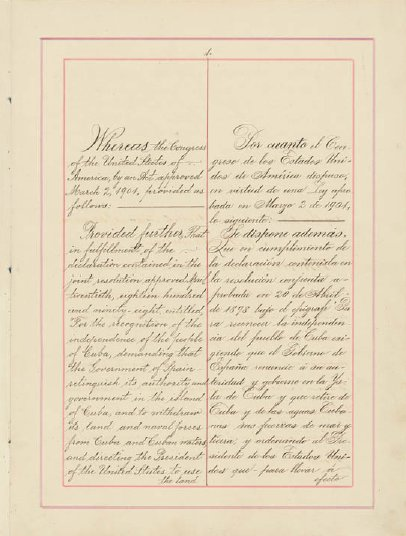
Erste Seite des Platt Amendments

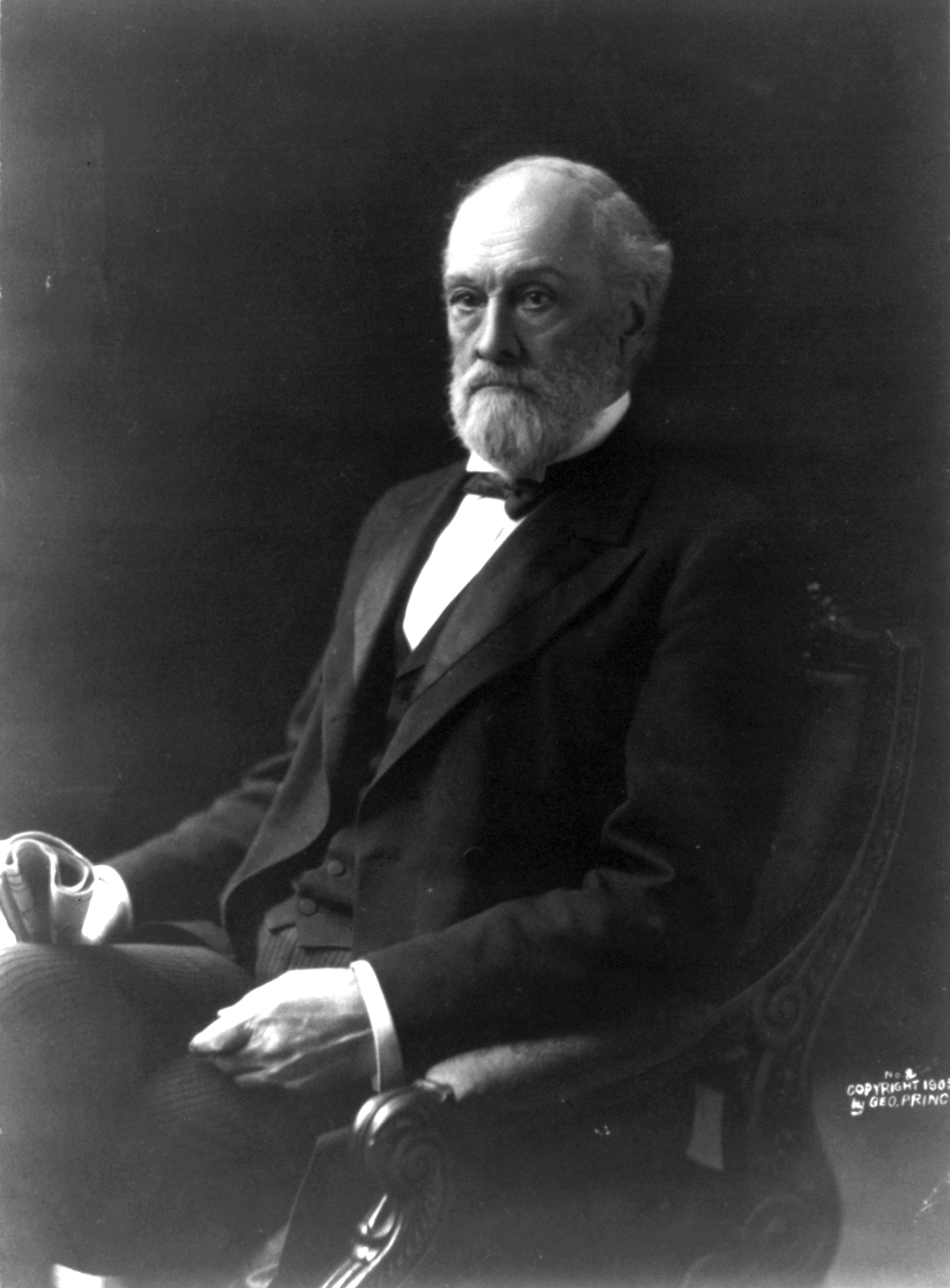
Orville H. Platt

Das Platt Amendment (wörtlich: „Platt-Ergänzung“) ist ein am 2. März 1901 vom Kongress der Vereinigten Staaten beschlossenes Gesetz, das formal als Ergänzung zum Armeehaushaltsgesetz der USA verabschiedet wurde, daher die amtliche Bezeichnung des Gesetzes: An Act Making appropriation for the support of the Army for the fiscal year ending June thirtieth, nineteen hundred and two („Gesetz zur Bereitstellung des Unterhalts der Armee im am 30. Juni 1902 endenden Haushaltsjahr“). Kriegsminister Elihu Root hatte die Ergänzung ausgearbeitet; benannt wurde sie nach Senator Orville H. Platt aus Connecticut, der sie dem US-Senat vorlegte. Das Platt Amendment sollte die Bedingungen für den Rückzug der US-Truppen aus Kuba und die kubanisch-amerikanischen Beziehungen regeln, nachdem diese Truppen Kuba 1898 im Spanisch-Amerikanischen Krieg besetzt hatten.
Auf Druck der US-Regierung (Kabinett McKinley) wurde das Platt Amendment als Zusatz (englisch amendment; spanisch enmienda) in die Verfassung Kubas aufgenommen. Die konstituierende Versammlung Kubas lehnte in der ersten Abstimmung das Platt Amendment mit 24:2 Stimmen ab. Nach einem Besuch in Washington ergab die Abstimmung einer geänderten Interpretation des Vertrages 15:14 Stimmen. Erst die dritte Abstimmung am 12. Juni 1901 ergab 16:11 Stimmen für die ursprüngliche Fassung, nachdem die US-Regierung gedroht hatte, Kuba solange besetzt zu halten, bis eine Regierung das Platt Amendment annehme.
Der Zusatz wurde 1903/04 in einem Vertrag zwischen den Vereinigten Staaten und Kuba verifiziert. Kernpunkt ist „das Recht der USA, in Kuba, zur Wahrung der kubanischen Unabhängigkeit, zur Erhaltung der Regierung, die den Schutz des Lebens, Eigentums und der individuellen Freiheit garantiert, zu intervenieren“ (Artikel III). Außerdem legt das Platt Amendment in Artikel VII das Recht der USA fest, Landstrecken von Kuba „zu kaufen oder zu pachten“ und als Marinestützpunkte zu nutzen. Tatsächlich intervenierten die Vereinigten Staaten mehrfach in der kubanischen Geschichte, um ihre nationalen und wirtschaftlichen Interessen zu sichern; so setzten sie beispielsweise 1934 den kubanischen Präsidenten Ramón Grau San Martín ab.
Der Vertrag wurde im Mai 1934 im Rahmen der „Politik der guten Nachbarschaft“ (Good Neighbor Policy) des amerikanischen Präsidenten Franklin D. Roosevelt aufgehoben, wobei Abschnitt VII, dessen Abschaffung den Bestand des amerikanischen Marinestützpunkts Guantánamo Bay gefährdet hätte, beibehalten wurde.